# Schultesia pachyphylla
Schultesia pachyphylla là một loài thực vật có hoa trong họ Long đởm. Loài này được Griseb. miêu tả khoa học đầu tiên năm 1845.